# Saint-Léger (Charente)
Saint-Léger – miejscowość i gmina we Francji, w regionie Nowa Akwitania, w departamencie Charente. W 2013 roku populacja ówczesnej gminy wynosiła 126 mieszkańców.
Dnia 1 stycznia 2019 roku połączono dwie wcześniejsze gminy: Coteaux-du-Blanzacais oraz Saint-Léger (Charente)|Saint-Léger. Siedzibą gminy została miejscowość Blanzac-Porcheresse, a nowa gmina zachowała nazwę Coteaux-du-Blanzacais. 